# أكنس واسيف (أملن)
أكنس واسيف هي إحدى مشيخات المملكة المغربية، تتبع جغرافيا لإقليم تيزنيت وإداريًا لأملن. يقدر عدد سكانها بـ 969 نسمة حسب الإحصاء الرسمي للسكان والسكنى لسنة 2004.